# Hà Duy
Hà Duy (tiếng Trung: 何维; bính âm: Hé Wéi; sinh tháng 12 năm 1955) là một chính trị gia người Trung Quốc, ông hiện giữ chức Phó Ủy viên trưởng Ủy ban Thường vụ Đại hội Đại biểu Nhân dân Toàn quốc, Chủ tịch Đảng Dân chủ Nông công Trung Quốc. Từ năm 2018 đến năm 2023, ông giữ chức Phó Chủ tịch Ủy ban Toàn quốc Chính Hiệp.